# Czesław Bartnik
Czesław Stanisław Bartnik (ur. 9 sierpnia 1929 w Źrebcach koło Szczebrzeszyna, zm. 21 marca 2020 w Lublinie) – katolicki prezbiter, prałat honorowy Ojca Świętego, profesor nauk teologicznych, teolog dogmatyk, filozof, publicysta społeczno-polityczny, historiolog, poeta, twórca tzw. personalizmu uniwersalistycznego, profesor zwyczajny Katolickiego Uniwersytetu Lubelskiego Jana Pawła II, pracownik naukowy KUL (1956–2004), w latach 2006–2013 wykładowca WSKSiM w Toruniu, kanonik honorowy Kapituły Katedralnej Lubelskiej (1985), kanonik honorowy Kapituły Katedralnej Zamojskiej (2009). Był związany ze środowiskiem Radia Maryja.

## Życiorys
W latach 1936–1940 był uczniem Szkoły Powszechnej w Źrebcach, w następnych trzech latach w Szczebrzeszynie. W lipcu 1943 przeżył wysiedlenie wraz z całą rodziną, z którą wyjechał do Gorajca-Starej Wsi. Wiosną 1944 uczęszczał do tajnego Gimnazjum w Radecznicy zorganizowanego przez Armię Krajową i Bataliony Chłopskie, następnie do Gimnazjum w Szczebrzeszynie. W latach 1947–1948 uczęszczał do Liceum Ogólnokształcącego im. św. Stanisława Kostki w Lublinie. Po maturze, w 1948 rozpoczął studia na KUL-u jako kleryk. 21 czerwca 1953 w Lublinie przyjął święcenia kapłańskie z rąk bpa Piotra Kałwy. W latach 1948–1953 studiował filozofię i teologię (KUL), wyrazem tego była praca magisterska Rzym a stosunki czesko-polskie za Władysława Jagiełły napisana pod kierunkiem ks. prof. Mieczysława Żywczyńskiego. W 1954 pod kierunkiem ks. prof. Bolesława Radomskiego napisał prace licencjacką: Romano Guardini. Metoda witalistyczno-fenomenologiczna. Pisanie rozprawy doktorskiej rozpoczął pod kierunkiem ks. prof. Bolesława Radomskiego, lecz ze względu na jego tragiczną śmierć obowiązki promotora przejął ks. prof. Wincenty Granat. W 1956 uzyskał stopień doktora z religiologii (tytuł rozprawy: Formacja światopoglądowa Niemieckiego Ruchu Młodzieżowego w pismach Romana Guardiniego). Dodatkowo uczęszczał na dwa inne seminaria naukowe i uwieńczył je pracami: z historii Kościoła napisał pod kierunkiem ks. prof. Mieczysława Żywczyńskiego pracę Franciszek Sawicki jako historiozof, a z biblistyki pod kierunkiem ks. prof. Feliksa Gryglewicza Perykopa o Marii i Marcie (Łk 10,38-42) w egzegezie Ojców Kościoła.
W 1956 rozpoczął pracę na KUL w redakcji Encyklopedii Katolickiej, następnie w latach 1957–2004 był wykładowcą filozofii, teologii i historii Kościoła na KUL i w seminariach duchownych. W latach 1959–1966 był prefektem Wyższego Seminarium Duchownego w Lublinie, 1966–1973 wicerektorem tegoż seminarium, od 1973 pracował tylko na KUL.
W 1963 został adiunktem przy Katedrze Chrystologii Apologetyczne KUL. Od 1966 doktor habilitowany teologii historii i teologii fundamentalnej na podstawie rozprawy Teologia historii według Leona Wielkiego. W latach 1967–1968 dzięki stypendium od kardynała Karola Wojtyły odbył studia uzupełniające z teologii historycznej w Instytucie Katolickim w Paryżu u Jean Daniélou i w Uniwersytecie Katolickim w Leuven u R. Auberta, G. Thilsa i G. Philipsa.
Od 1969 do 1997 był kierownikiem Katedry Teologii Historii na KUL, przemianowanej w 1971 na Katedrę Historii Dogmatów. W latach 1973–1975 prodziekan Wydziału Teologii KUL, w 1974 uzyskał stanowisko profesora nadzwyczajnego. W 1979 otrzymał tytuł naukowy profesora.
Zmarł 21 marca 2020 w Lublinie, pochowany został 24 marca 2020 w grobowcu rodzinnym na cmentarzu parafialnym w Szczebrzeszynie.

## Działalność i dorobek

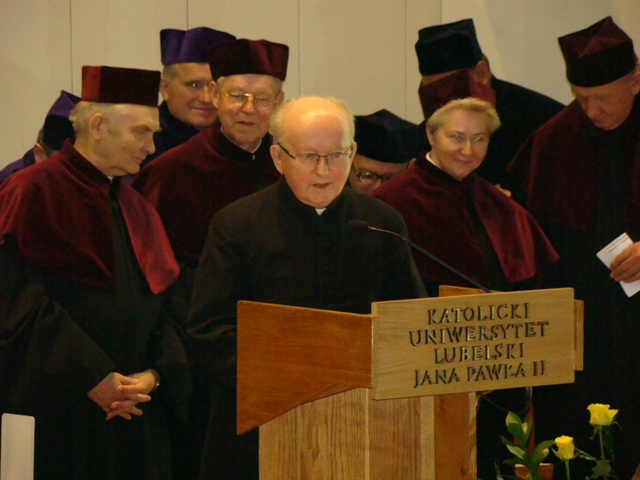
Ks. prof. Czesław Bartnik na KUL-u

Był profesorem zwyczajnym KUL, w latach 1956–2004 pracownikiem naukowym KUL, od 2006 do 2013 profesorem politologii w WSKSiM w Toruniu.
Od 1984 do 1989 członkiem Komitetu Nauk Filozoficznych PAN, od 1989 do 1990 członkiem Komisji Metodologii Historii i Historii Historiografii Komitetu Nauk Humanistycznych PAN, od 1990 do 2002 członkiem Centralnej Komisji ds. Stopni i Tytułów, od 2004 do 2007 członek Komitetu Nauk Teologicznych PAN, od 1996 do 2010 konsultor Komisji Nauki Wiary przy Konferencji Episkopatu Polski. Od 1956 był członkiem czynnym Towarzystwa Naukowego KUL i długoletnim skarbnikiem. W latach 1979–1997 dyrektor Sekcji Teologów Dogmatycznych KUL. Członek Rady Naukowej Instytutu Jana Pawła II KUL. Od 1968 do 2002 współpracownik Encyklopedii Katolickiej i redaktor działu teologii dogmatycznej, w latach 1976–2000 redaktor naczelny Roczników Teologiczno-Kanonicznych, po 1992 Roczników Teologicznych. Od 2001 redaktor naczelny półrocznika Personalizm, wydawanego w wersji dwujęzycznej, polskiej i angielskiej. 

### Myśl filozoficzna i teologiczna
Był twórcą oryginalnego kierunku filozoficznego tj. personalizmu uniwersalistycznego. Jego dzieło Personalizm należy do trzech najwybitniejszych polskich publikacji z zakresu personalizmu - obok Osoby i czynu Karola Wojtyły oraz Osoby ludzkiej Wincentego Granata. W Personalizmie: ks. prof. Bartnik zaproponował własną koncepcję personalizmu jako systemu, a nie tylko jako części antropologii. Jest to koncepcja niezapożyczana, a więc typowo polska. Dla Bartnika fenomen i idea osoby jest kluczem rozumienia całej rzeczywistości, zwłaszcza człowieka. Kategoria osoby posłużyła mu do zbudowania swoistej metodologii, epistemologii, hermeneutyki, ontologii, antropologii i teologii.
Natomiast jego dwutomowa "Dogmatyka katolicka" określana jest współczesną Sumą Teologiczną.
W 1995 Jan Paweł II w liście skierowanym do ks. prof. Czesława Bartnika napisał:

Dopiero podczas wakacji zacząłem się wczytywać w „Personalizm”… Podziwiam ogrom erudycji i wielorakość przemyśleń. Czy personalizm sam jest systemem, czy też korzysta z systemów, choćby takich jak tomizm czy fenomenologia? W każdym razie serdecznie dziękuję”.

### Zaangażowanie społeczno-polityczne
Przez wiele lat był publicystą „Naszego Dziennika”. Propagator zmian określanych przez niego jako społeczne i religijne „odrodzenie” Polski, Europy i całej Kultury Zachodniej, także Kościoła katolickiego – w duchu systemu personalistycznego.
Był zwolennikiem o. Tadeusza Rydzyka oraz aktywnego udziału ludzi Kościoła w życiu politycznym. Był zdecydowanym przeciwnikiem ideologii liberalnej.
Był znany z negatywnego nastawienia do zbyt szerokiej integracji europejskiej, czemu dawał wyraz w licznych publikacjach. Był przeciwnikiem Traktatu z Lizbony, zmiany, które wprowadził on do mechanizmu działania Unii Europejskiej, Bartnik określił jako wprowadzanie poddaństwa Polski w stosunku do Niemiec i Unii Europejskiej, gdzie do wprowadzenia owego stanu niewoli ateizmu ciągną Polskę mniejszości narodowe: Żydzi polscy, Ukraińcy, Niemcy i jeszcze inni, którzy nie czują w Polsce swojej Ojczyzny i prezentują normalne resentymenty mniejszości przeciwko większości.
Był zwolennikiem przywrócenia zniesionej w nowoczesnych systemach prawnych kary za bluźnierstwo.
Publikował także w „Mojej Rodzinie”.

### Dorobek naukowy
O jego twórczości naukowej napisano ok. 90 rozpraw naukowych, w tym 23 doktorskie i 4 habilitacyjne w kraju i za granicą. Do 2015 jego 49 uczniów uzyskało stopień doktora habilitowanego, 10 zostało biskupami i jeden kardynałem.
Promotor 63 doktoratów oraz 479 magisteriów, autor 260 recenzji doktorskich, habilitacyjnych i profesorskich, a ponadto 4. recenzji na doktorat honoris causa, w tym kardynała Józefa Ratzingera, kard. Camillo Ruiniego, czy kard. Henryka Gulbinowicza.
W swojej książce Błyskawica życia. Autobiografia z lat 1956-1990 ks. Bartnik zapisał:

21.III.1990 bp Zbigniew Kraszewski powiedział w Watykanie do Jana Pawła II, oczywiście przesadnie, że "ks. Bartnik jest najlepszym teologiem polskim". "Ale mieszka w Polsce" - zauważył melancholijnie Papież.

Z okazji jubileuszu 60. rocznicy święceń kapłańskich w czerwcu 2013 otrzymał list gratulacyjny od papieża Franciszka.
24 marca 2020 podczas Mszy żałobnej w lubelskiej archikatedrze ks. prof. Krzysztof Góźdź powiedział, że:

stoi on w szeregu wielkich tego świata, jak: Rahner, Schmaus, Cullmann, Guardini, Pannenberg, Krąpiec, Heller, kard. Müller, a przede wszystkim Joseph Ratzinger – Benedykt XVI. Na miarę tych wielkich teologów był u nas Bartnik także Wielkim!.

### Publikacje
Autor  3 500 publikacji, w tym 100 książek i monografii. Większość z nich została wydana w zbiorze Dzieło zebrane - liczącym 72 tomy. Kompletną bibliografię do roku 1991 zawiera książka Historia i logos (Lublin 1991), praca zbiorowa wydana na 60. lecie jego urodzin. Obecnie przygotowane jest drugie wydanie uzupełniające wykaz bibliografii Czesława Bartnika. Wybrane publikacje samoistne:
- Personalistyczna teologia historii,  Poznań 1964
- Kościół Boży, Lublin 1970
- Problem historii uniwersalnej w teilhardyzmie, Lublin 1972
- Teologia historii według Leona Wielkiego, Lublin 1972
- Teilhardowska wizja dziejów, Lublin 1975
- Spotkać Kogoś, Kraków 1977
- Teologia pracy ludzkiej, Warszawa 1977
- Łaska drogi, Warszawa 1978, Lublin 2009, ISBN 978-83-7548-080-1 (2009)
- Teologiczne rozumienie zbawienia, Lublin 1979
- Kościół Jezusa Chrystusa, Wrocław 1982
- Chrystus jako sens historii, Wrocław 1987
- Dogmatyka katolicka – 2 tomy – (Lublin 1999–2003, 2012) określana współczesną Sumą Teologiczną, ISBN 978-83-7702-513-0 (2012, t.1), ISBN 978-83-7702-514-7 (2012, t.2)
- Personalizm, 1995, 2000, 2001, 2008, 2013, ISBN 978-83-7363-744-3 (2008)
- Hermeneutyka personalistyczna, Lublin 1994, ISBN 83-85684-24-7
- Walka o Kościół w Polsce, Lublin 1995, ISBN 83-85684-50-6
- Metodologia teologiczna, Lublin 1998, ISBN 83-90730-86-3
- Teologia narodu, Częstochowa 1999, ISBN 83-86076-81-X
- Historia filozofii, Lublin 2001, ISBN 83-88615-11-4
- Matka Boża, Lublin 2003, 2012, ISBN 978-83-7702-444-7 (2012)
- Misterium człowieka, Lublin 2004, ISBN 83-88458-71-X
- Apologetyka personalistyczna, Lublin 2004, ISBN 83-88458-76-0
- Kościół, Lublin 2009, ISBN 978-83-7363-846-4
- Filozofia historii, Lublin 2013, ISBN 978-83-88458-08-8
- Ludzka dusza, jaźń i osoba, Lublin 2019, ISBN 978-83-88458-71-2

## Nagrody, odznaczenia, wyróżnienia

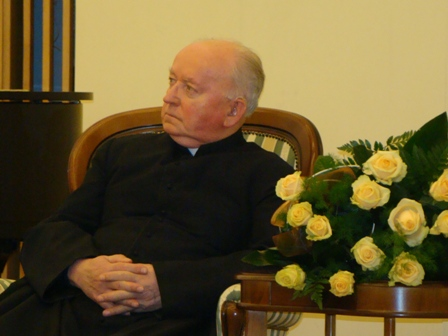
Ks. prof. Bartnik podczas wręczenia Księgi Jubileuszowej

- Nagroda Naukowa im. Włodzimierza Pietrzaka (1990)
- Krzyż Kawalerski Orderu Odrodzenia Polski
- Krzyż Oficerski Orderu Odrodzenia Polski (1993)[18]
- kanonik honorowy Kapituły Archikatedralnej Lubelskiej (1985)
- prałat Jego Świątobliwości (1996)
- Nagroda Lubelskiego Towarzystwa Naukowego tzw. Lubelski Nobel (1996)
- Członek Rady Naukowej Instytutu Polski w Ameryce (2004)
- Nagroda im. Księdza Idziego Radziszewskiego Towarzystwa Naukowego KUL za rok (2005), za całokształt dorobku naukowego w duchu humanizmu chrześcijańskiego.
- Uroczyste Odnowienie Doktoratu na KUL-u (2006) (rodzaj honoris causa) przyznawanego wybitnym absolwentom KUL minimum po 30. latach od obrony doktorskiej.
- Medal Polonia Mater Nostra Est (2008)
- Medal „Za zasługi dla Katolickiego Uniwersytetu Lubelskiego” (2009)
- uhonorowany dwutomową Księgą Jubileuszową In Persona Christi z okazji 80. urodzin (2009)
- kanonik honorowy Zamojskiej Kapituły Katedralnej (2009)
- doktor honoris causa Papieskiego Wydziału Teologicznego we Wrocławiu (2011)
- nagroda „Animus et Semper Fidelis” (2012)
- Złoty Krzyż Orderu Św. Stanisława (2013)
- Statuetka „Bogu i Ojczyźnie” im. Ks. Kard. W. Rubina (2014)
- Złoty Feniks – nagroda główna Stowarzyszenia Wydawców Katolickich (IV 2019) za „głębokie i oryginalne dociekanie i głoszenie prawdy Bożej w pracy naukowej i promowanie polskiej myśli patriotycznej o dużym znaczeniu dla Kościoła i Polski”[19].
- Krzyż Komandorski Orderu Odrodzenia Polski za wybitne zasługi dla rozwoju filozofii oraz kultury chrześcijańskiej (pośmiertnie, 2021)[20]

## Literatura dodatkowa
- R. Kozłowski, T. Kobierzycki, F. Maj, Żyć. Myśleć. Wierzyć. O związkach filozofii i teologii w refleksji personalistycznej Czesława Stanisława Bartnika, Słupsk 2014.